# 貝內尼特拉
23°27′8″S 45°4′41″E / 23.45222°S 45.07806°E

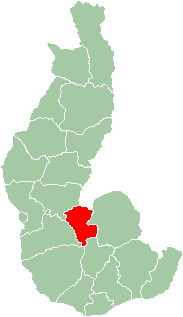

貝內尼特拉，是馬達加斯加的城鎮，位於該國南部，由阿齊莫-安德列發那區負責管轄，是貝內尼特拉區的首府，處於烏尼拉希河畔，海拔高度240米，2001年人口8,380。